# Ahmad Reza Pahlavi
Ahmad Reza Pahlavi (in persiano احمدرضا پهلوی‎; Teheran, 27 settembre 1925 – Francia, 1981) è stato un principe iraniano della dinastia Pahlavi, figlio di Reza Shah.

## Biografia
Ahmad Reza Pahlavi nacque il 27 settembre 1925 a Teheran, in Iran. Era il secondo figlio di Reza Pahlavi dalla sua consorte secondaria, Esmat Dowlatshahi della dinastia Qajar. Un mese e mezzo dopo la sua nascita, suo padre depose i Qajar e proclamò se stesso primo Shah della dinastia Pahlavi. Ahmad divenne quindi principe imperiale dell'Iran e si trasferì nel Palazzo di Marmo con la famiglia, ma la nuova Costituzione lo escluse dalla successione al trono a causa della parentela di sua madre con la dinastia deposta. 
Venne istruito in Svizzera e in seguito si arruolò nell'esercito iraniano, la lasciò il Paese nel 1941, quando suo padre su deposto a favore di Mohammed Reza, suo figlio maggiore nato dalla consorte ufficiale Tadj. Tornò in Iran nel 1944, dopo gli studi a Beirut e la morte del padre. 
A differenza di molti suoi fratelli e fratellastri, Ahmad non prese parte alla vita politica, sociale o economica del Paese e raramente comparve a corte. Viveva in maniera ritirata nel suo padiglione, nell'ala nord del Palazzo Saadabad, un modesto edificio a due piani con garage privo di qualunque abbellimento. Soffriva d'ansia, e fu per questo sottoposto a psicoterapia in Inghilterra nell'estate 1963. 
Nel 1979 dovette lasciare il Paese col resto della famiglia a causa della rivoluzione islamica, che depose i Pahlavi e pose fine alla monarchia in Iran. Visse in Francia, dove morì nel 1981 a causa della leucemia. 

## Discendenza
Ahmad Reza si è sposato due volte:
- Nel 1946, a Teheran, sposò Simintaj Bahrami, figlia del politico Hossein-Khan Bahrami, noto per le sue critiche a Hassan Modarres. Divorziarono nel 1954. Ebbero un figlio e una figlia:
  - Shahrokh Pahlavi (nato nel 1947)
  - Shahla Pahlavi (nata nel 1948)
- Nel 1958, a Teheran, sposò Rosa Bozorgnia, figlia dello scrittore e politico Mohammad "Danesh" Bozorgnia. Ebbero un figlio e due figlie:
  - Shahin Pahlavi
  - Shahrnaz Pahlavi
  - Parinaz Pahlavi